# 齐兴达
齐兴达（1987年—），蒙古族，辽宁阜新人，中华人民共和国政治人物，中华全国学生联合会原主席，中华全国青年联合会原副主席。

## 生平
2006年9月考入清华大学汽车工程系。2010年8月，当选全国学联主席。2010年8月，当选全国青联副主席。2015年8月，当选清华大学团委副书记。